# Turnauer Gyula
Turnauer Gyula, Jules Turnauer (Budapest, 1899. május 2. – Offenbach am Main, 1957. február 9.) magyar labdarúgóedző.

## Pályafutása
1930–1936 között a belga Lierse vezetőedzője volt, ahol egy bajnoki címet nyert a csapattal. 1935-ben a belga válogatott szövetségi kapitányaként dolgozott. 1946-ban az Olympic Charleroi szakmai munkáját irányította.

## Sikerei, díjai
- Belga labdarúgó-bajnokság bajnok: 1931–32